# Бестужева-Лада, Светлана Игоревна
Светла́на И́горевна Бесту́жева-Ла́да (род. 1 мая 1950, Москва, СССР) — российский учёный, социолог, журналист, писатель, специалист в области социальной демографии и социальной психологии, кандидат исторических наук, востоковед-арабист.
Светлана Игоревна живёт и работает в Москве. Официальные псевдонимы: Майя Орлова, Виктория Мурашова, Светлана Иль, Светлана Марлинская. Автор свыше тысячи статей и очерков на научные и социально-нравственные темы, сорока книг беллетристического характера.

## Биография
В 1972 году окончила Институт восточных языков при МГУ по специальности «референт-переводчик». В 1987 году защитила диссертацию на соискание учёной степени кандидата исторических наук.
В 1972—1976 годах работала военным переводчиком Генштаба ВС Союза ССР, уволилась в запас в звании старшего лейтенанта.
В 1976—1991 годах была научным сотрудником Института Востоковедения Академии наук СССР.
С 1991 года по настоящее время — обозреватель журнала «Смена», автор «Литературной газеты», «Независимой газеты», журналов «Москвичка», «Человек и закон», «Народное образование», «Социальная педагогика».
Бестужева-Лада — лауреат премии журнала «Смена» (1999 год) за цикл очерков «Личная жизнь», лауреат премии Союза журналистов России (2002 год) в номинации «Профессиональное мастерство», награждена Почётной грамотой Европейского комитета по наградам и премиям при ООН за заслуги в развитии литературы и журналистики (2005). Лауреат премии Всероссийского конкурса СМИ «Патриот России» (2012 год) за серию исторических очерков.

## Семья
- Отец Игорь Васильевич Бестужев-Лада — российский историк и футуролог (скончался 6 декабря 2015 года).
- Мать Ольга Николаевна Бестужева — преподаватель французского языка (умерла 30 октября 2016 года).
- Сын Илья Юрьевич Бестужев — поэт, переводчик, член Союза писателей России. (Скончался 18 августа 2022 года).

## Основные работы
Публикации в журнале «Смена»
- 1997 — «Компромат из компьютера»
- 1998 — «Звёздные судьбы»
- 1999 — «Одинокая волчица»
- 2000 — «Принцип справедливости»
- 2001 — «Каждому своё»
- 2002 — «Семейное шоу»
- 2003 — «Кукольный театр»
- 2004 — «Классический вариант»
- 2005 — «Рокировка»
- 2006 — «Берег любви»
- 2007 — «Стерва на договоре»
- 2008 — «Инерция суицида»

Книги
- «Проклятая квартира». Издательство «Семья», 1996
- «Мужчина для досуга». Издательство «ЭКСМО», 1998
- «Убийство и дама пик». Издательство «Полиграф», 1999
- «Гороскоп для невезучих». Издательство «Гала-пресс», 2001
- «Череп, яд и труп под дверью». Издательство «Гала-пресс», 2002
- «Вычислить и обезвредить». Издательство «Гала-пресс»,2003
- «Горячая кровь земли». Издательство «Смена», 2004
- «В тени двуглавого орла». Издательство «Нефть и газ», 2007
- «Лунный день, солнечная ночь». Издательство «Нефть и газ», 2008